# UCI World Tour féminin 2020
Cet article concerne la compétition féminine. Pour la compétition masculine, voir UCI World Tour 2020.
Navigation
Édition précédente Édition suivante
L'UCI World Tour féminin 2020 est la 5e édition de l'UCI World Tour féminin, le niveau de course le plus élevé du cyclisme sur route féminin international. Le calendrier devait initialement comporter 21 courses, commençait le 1er février avec la Cadel Evans Great Ocean Road Race en Australie et se terminant le 20 octobre avec le Tour du Guangxi en Chine. Du fait de l'épidémie de Covid 19, dix épreuves sont annulées ramenant ainsi la compétition à onze courses. La dernière est finalement La Madrid Challenge by La Vuelta déplacée au 8 novembre.
Elizabeth Deignan remporte le classement individuel et sa formation Trek-Segafredo le classement par équipes.

## Barème
Le barème des points du classement World Tour pour le classement général est le même pour toutes les épreuves. Pour les courses à étapes, des points supplémentaires sont également accordés pour les victoires d'étapes et le port du maillot de leader du classement général :
| Position                  | 1er | 2e  | 3e  | 4e  | 5e  | 6e  | 7e  | 8e  | 9e | 10e | 11e | 12e | 13e | 14e | 15e | 16e à 20e | 21e à 30e | 31e à 40e |
| Classement général        | 400 | 320 | 260 | 220 | 180 | 140 | 120 | 100 | 80 | 68  | 56  | 48  | 40  | 32  | 28  | 24        | 16        | 8         |
| Par étapes                | 50  | 40  | 30  | 25  | 20  | 18  | 15  | 10  | 8  | 6   |     |     |     |     |     |           |           |           |
| Port du maillot de leader | 8   |     |     |     |     |     |     |     |    |     |     |     |     |     |     |           |           |           |
| Meilleur jeune            | 6   | 4   | 2   |     |     |     |     |     |    |     |     |     |     |     |     |           |           |           |

## Courses
| UCI Women's World Tour | UCI Women's World Tour | UCI Women's World Tour | UCI Women's World Tour                                   | UCI Women's World Tour      | UCI Women's World Tour | UCI Women's World Tour | UCI Women's World Tour       | UCI Women's World Tour |
| Date                   | n°                     | Pays                   | Course                                                   | Vainqueur                   | Deuxième               | Troisième              | Leader du classement général |                        |
| ---------------------- | ---------------------- | ---------------------- | -------------------------------------------------------- | --------------------------- | ---------------------- | ---------------------- | ---------------------------- | ---------------------- |
| 1 fév.                 | 1                      | Australie              | Cadel Evans Great Ocean Road Race Women                  | Liane Lippert               | Arlenis Sierra         | Amanda Spratt          | Liane Lippert                |                        |
| 15 mars                | 2                      | Pays-Bas               | Tour de Drenthe                                          | annulé/abandonné            |                        |                        |                              |                        |
| 2 juin                 | 3                      | Italie                 | Trofeo Alfredo Binda-Comune di Cittiglio                 | annulé/abandonné            |                        |                        |                              |                        |
| 8 – 13 juin            | 4                      | Royaume-Uni            | Tour de Grande-Bretagne féminin                          | annulé/abandonné            |                        |                        |                              |                        |
| 1 août                 | 5                      | Italie                 | Strade Bianche                                           | Annemiek van Vleuten        | Mavi García            | Leah Thomas            | Liane Lippert                |                        |
| 8 août                 | 6                      | Suède                  | Contre-la-montre par équipes de l'Open de Suède Vårgårda | annulé/abandonné            |                        |                        |                              |                        |
| 9 août                 | 7                      | Suède                  | Course en ligne de l'Open de Suède Vårgårda              | annulé/abandonné            |                        |                        |                              |                        |
| 13 – 16 août           | 8                      | Norvège                | Tour de Norvège                                          | annulé/abandonné            |                        |                        |                              |                        |
| 26 août                | 9                      | France                 | Grand Prix de Plouay                                     | Lizzie Deignan              | Elizabeth Banks        | Chiara Consonni        | Liane Lippert                |                        |
| 29 août                | 10                     | France                 | La Course by Le Tour de France                           | Lizzie Deignan              | Marianne Vos           | Demi Vollering         | Lizzie Deignan               |                        |
| 1 – 6 sept.            | 11                     | Pays-Bas               | Simac Ladies Tour                                        | annulé/abandonné            |                        |                        |                              |                        |
| 11 – 19 sept.          | 12                     | Italie                 | Tour d'Italie                                            | Anna van der Breggen        | Katarzyna Niewiadoma   | Elisa Longo Borghini   | Lizzie Deignan               |                        |
| 30 sept.               | 13                     | Belgique               | Flèche wallonne                                          | Anna van der Breggen        | Cecilie Uttrup Ludwig  | Demi Vollering         | Anna van der Breggen         |                        |
| 4 oct.                 | 14                     | Belgique               | Liège-Bastogne-Liège                                     | Lizzie Deignan              | Grace Brown            | Ellen van Dijk         | Lizzie Deignan               |                        |
| 10 oct.                | 15                     | Pays-Bas               | Amstel Gold Race                                         | annulé/abandonné            |                        |                        |                              |                        |
| 11 oct.                | 16                     | Belgique               | Gand-Wevelgem                                            | Jolien D'Hoore              | Lotte Kopecky          | Lisa Brennauer         | Lizzie Deignan               |                        |
| 18 oct.                | 17                     | Belgique               | Tour des Flandres                                        | Chantal van den Broek-Blaak | Amy Pieters            | Lotte Kopecky          | Lizzie Deignan               |                        |
| 20 oct.                | 18                     | Belgique               | Trois jours de La Panne                                  | Lorena Wiebes               | Lisa Brennauer         | Lotte Kopecky          | Lizzie Deignan               |                        |
| 23 – 25 oct.           | 19                     | Chine                  | Tour de l'île de Chongming                               | annulé/abandonné            |                        |                        |                              |                        |
| 25 oct.                | 20                     | France                 | Paris-Roubaix                                            | annulé/abandonné            |                        |                        |                              |                        |
| 6 – 8 nov.             | 21                     | Espagne                | Ceratizit Challenge by La Vuelta                         | Lisa Brennauer              | Elisa Longo Borghini   | Lorena Wiebes          | Lizzie Deignan               |                        |
| 10 nov.                | 22                     | Chine                  | Tour du Guangxi                                          | annulé/abandonné            |                        |                        |                              |                        |

### Course annulées et reportées
En raison de la pandémie de Covid-19, le calendrier est suspendue de mars à août et les courses sont reportées voire annulées. La
Strade Bianche, prévue le 7 mars, est reportée au 1er août. Les cinq courses belges, toutes prévues en mars et avril, sont reportées à septembre et octobre,.
Trois courses n'ont pas pu être reprogrammés et ont été annulées : le Tour de Drenthe qui devait se tenir le 15 mars, le Trofeo Alfredo Binda-Comune di Cittiglio qui devait se tenir le 22 mars, puis reporté au 2 juin, et le Women's Tour qui était prévu du 8 au 13 juin.
Le nouveau calendrier est publié le 5 mai, mais le contre-la-montre par équipes et la course en ligne de l'Open de Suède Vårgårda, prévus les 8 et 9 août, sont finalement annulés le 14 mai. Le 12 juin, l'UCI publie le calendrier définitif.

## Classements

### Classement individuel
Ci-dessous, le classement individuel de l'UCI World Tour final.
| Classement par points | Classement par points | Classement par points | Classement par points              | Classement par points |
| Coureuse              | Coureuse              | Pays                  | Équipe                             | Points                |
| --------------------- | --------------------- | --------------------- | ---------------------------------- | --------------------- |
| 1re                   | Lizzie Deignan        | Royaume-Uni           | Trek-Segafredo                     | 1622 pts              |
| 2e                    | Elisa Longo Borghini  | Italie                | Trek-Segafredo                     | 1567 pts              |
| 3e                    | Lisa Brennauer        | Allemagne             | Ceratizit-WNT Pro Cycling          | 1424 pts              |
| 4e                    | Anna van der Breggen  | Pays-Bas              | Boels Dolmans                      | 1221 pts              |
| 5e                    | Lotte Kopecky         | Belgique              | Lotto Soudal Ladies                | 1050 pts              |
| 6e                    | Marianne Vos          | Pays-Bas              | CCC-Liv                            | 974 pts               |
| 7e                    | Annemiek van Vleuten  | Pays-Bas              | Mitchelton-Scott                   | 926 pts               |
| 8e                    | Demi Vollering        | Pays-Bas              | Parkhotel Valkenburg               | 856 pts               |
| 9e                    | Liane Lippert         | Allemagne             | Sunweb                             | 838 pts               |
| 10e                   | Cecilie Uttrup Ludwig | Danemark              | FDJ-Nouvelle Aquitaine-Futuroscope | 832 pts               |

### Classement des jeunes
Ci-dessous, le classement de la meilleure jeune de l'UCI World Tour final.
| Classement du meilleur jeune | Classement du meilleur jeune | Classement du meilleur jeune | Classement du meilleur jeune       | Classement du meilleur jeune |
| Coureuse                     | Coureuse                     | Pays                         | Équipe                             | Points                       |
| ---------------------------- | ---------------------------- | ---------------------------- | ---------------------------------- | ---------------------------- |
| 1re                          | Liane Lippert                | Allemagne                    | Sunweb                             | 28 pts                       |
| 2e                           | Mikayla Harvey               | Nouvelle-Zélande             | Bigla-Katusha                      | 22 pts                       |
| 3e                           | Marta Cavalli                | Italie                       | Valcar-Travel & Service            | 14 pts                       |
| 4e                           | Lorena Wiebes                | Pays-Bas                     | Parkhotel Valkenburg               | 10 pts                       |
| 5e                           | Juliette Labous              | France                       | Sunweb                             | 8 pts                        |
| 6e                           | Elisa Balsamo                | Italie                       | Valcar-Travel & Service            | 6 pts                        |
| 7e                           | Chiara Consonni              | Italie                       | Valcar-Travel & Service            | 6 pts                        |
| 8e                           | Vittoria Guazzini            | Italie                       | Valcar-Travel & Service            | 6 pts                        |
| 9e                           | Lonneke Uneken               | Pays-Bas                     | Boels Dolmans                      | 4 pts                        |
| 10e                          | Évita Muzic                  | France                       | FDJ-Nouvelle Aquitaine-Futuroscope | 4 pts                        |

### Classement par équipes
Ci-dessous, le classement par équipes de l'UCI World Tour final.
| Classement par équipes aux points | Classement par équipes aux points  | Classement par équipes aux points | Classement par équipes aux points |
| Équipe                            | Équipe                             | Pays                              | Points                            |
| --------------------------------- | ---------------------------------- | --------------------------------- | --------------------------------- |
| 1re                               | Trek-Segafredo                     | États-Unis                        | 4380 pts                          |
| 2e                                | Boels Dolmans                      | Pays-Bas                          | 3177 pts                          |
| 3e                                | Sunweb Women                       | Pays-Bas                          | 2876 pts                          |
| 4e                                | Mitchelton-Scott                   | Australie                         | 2585 pts                          |
| 5e                                | CCC-Liv                            | Pologne                           | 2137 pts                          |
| 6e                                | Canyon-SRAM Racing                 | Allemagne                         | 1961 pts                          |
| 7e                                | Ceratizit-WNT Pro Cycling          | Allemagne                         | 1908 pts                          |
| 8e                                | Bigla-Katusha                      | Suisse                            | 1656 pts                          |
| 9e                                | FDJ-Nouvelle Aquitaine-Futuroscope | France                            | 1558 pts                          |
| 10e                               | Lotto Soudal Ladies                | Belgique                          | 1326 pts                          |